# Државни савјет (Холандија)
Државни савјет (хол. Raad van State) је савјетодавни орган и врховни управни суд у Холандији.
Састоји се из чланова краљевског дома и чланова које именује краљица и Савјет министара Холандије из реда високих државника и војних старјешина.
Влада је дужна да се савјетује са Државним савјетом око сваког законског предлога кога намјерава послати на претрес холандском парламенту. Административно-правно одјељење Државног савјета служи као управни суд гдје грађани могу подносити жалбе на рад извршне власти.
Номинални предсједник Државног савјета је краљица, али она ријетко предсједава. Најчешће предсједава потпредсједник Државног савјета. Он је вршилац дужности шефа државе у ванредним ситуацијама.